# Diário do Governo (Brasil)

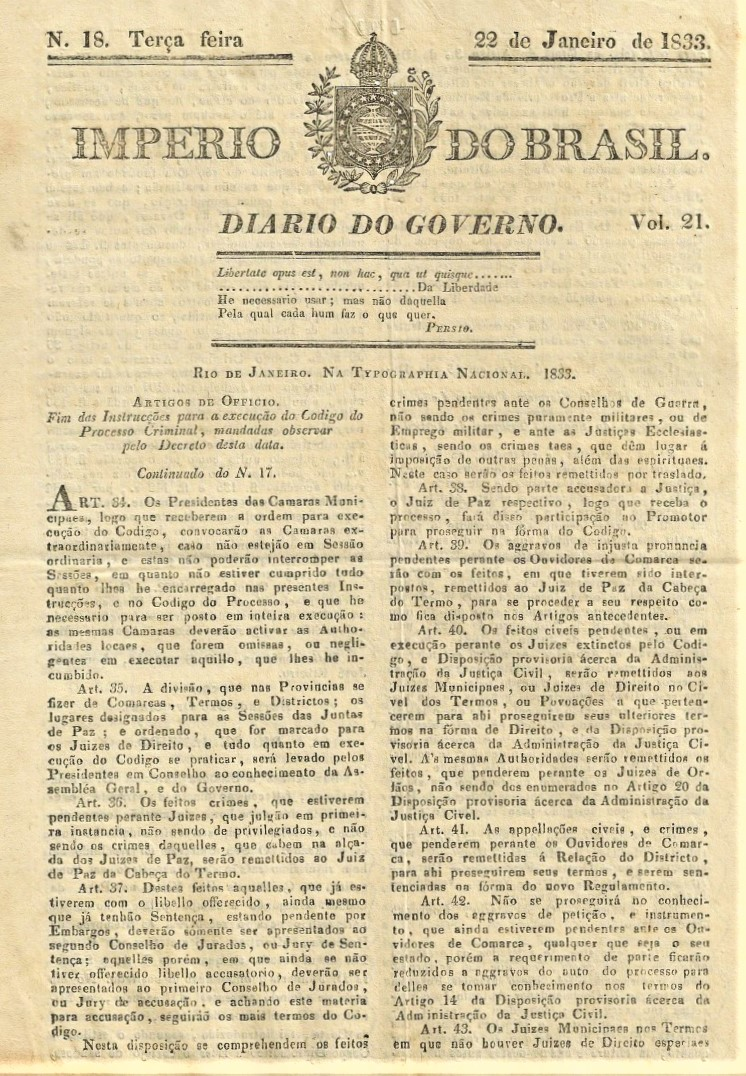
Diário do Governo do Império do Brasil edição de 22 de janeiro de 1833 Cuja epígrafe é a célebre frase do poeta romano,Pérsio: A Liberdade - É necessário usar, mas não daquela pela qual cada um faz o que quer.

O Diário do Governo foi um periódico publicado entre 1823 e 1824 e entre 1831 e 1833.
A sua função principal era a de registar e tornar públicos atos do governo e da administração.
Era encimado pelo símbolo do Governo do Império do Brasil assim sugerindo aos leitores a sua ligação direta aos poderes do Estado.

## Publicação
A primeira fase da publicação teve lugar entre 2 de janeiro de 1823 e 20 de maio de 1824. A segunda fase da publicação ocorreu entre 25 de abril de 1831 e 26 de junho de 1833. No intervalo das duas fases foi publicado o Diário Fluminense.
Foi publicado pela Imprensa Nacional do Rio de Janeiro na primeira fase, e pela Tipografia Nacional do Rio de Janeiro na 2.ª fase.

## Arquivo digital
O Diário do Governo encontra-se disponível na Hemeroteca Digital Brasileira.